# Ernestia laevigata
Ernestia laevigata är en tvåvingeart som först beskrevs av Johann Wilhelm Meigen 1838.  Ernestia laevigata ingår i släktet Ernestia, och familjen parasitflugor. Arten är reproducerande i Sverige.